# Шляпкін Ілля Олександрович
Ілля Олександрович Шляпкін (* 1858 — † 1918) — російський історик літератури, професор Петербурзького університету.
Для історії української літератури мають значення його праці:
- «Св. Димитрий Ростовский и его время» (1891),
- «Слово Даниила Заточника» (1884),
- «К истории полемики между москвичами и малорусскими учеными в конце XVII в.» (ЖМНП, 10, 1885),
- «История русской литературы. Юго-Западная Русь XVI — XVII в.,
- лекции, читанные в 1908 — 09 в СПб Университете» (1911).